# Dans le torrent des siècles
Dans le torrent des siècles (titre original : Time and again) est un roman de science-fiction de Clifford D. Simak paru en 1950. Il est paru en France à partir de 1953 mais il a également été publié en français sous le titre De temps à autre.

## Résumé

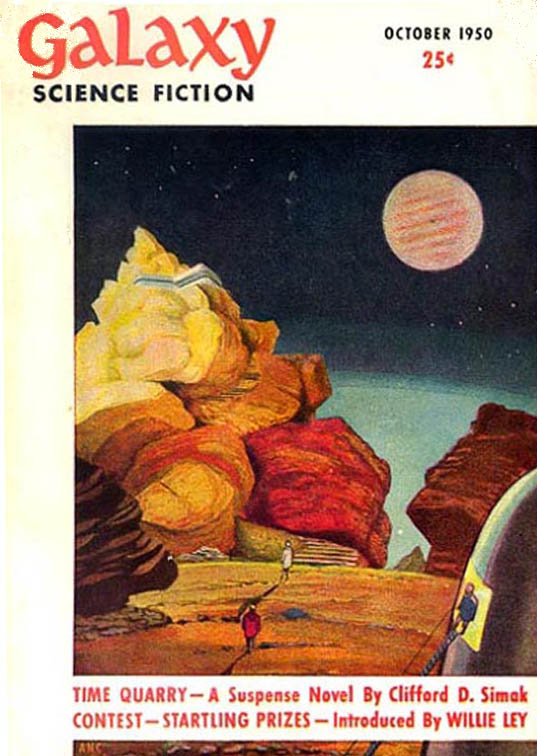
Time Quarry, version alternative de Dans le torrent des siècles parue dans le n°1 de Galaxy Science Fiction, octobre 1950.

Alors que les humains contrôlent la galaxie grâce aux androïdes, des êtres humains stériles créés par synthèse biologique ayant un statut d'esclaves, Asher Sutton, un explorateur de l'espace, est parti en mission de reconnaissance sur un monde extraterrestre que personne n'a jusqu'alors pu approcher. Vingt années ont passé, plus personne sur Terre n'espère son retour. Un inconnu, prétendant venir du futur, informe le chef de la sûreté terrienne qu'un certain Asher Sutton sera de retour sur Terre tel jour et qu'il faudra absolument le tuer.
L'histoire relate les efforts de différentes organisations humaines s'affrontant à travers le temps, l'une ayant pour but de tuer Asher Sutton, une autre ayant pour but de le sauver, et une autre encore désirant altérer l'édition et le contenu d'un livre qu'il écrira dans le futur.

## Éditions françaises
- Dans le torrent des siècles, en 4 épisodes, dans la revue Galaxie, entre novembre 1953 et mars 1954. Traduction anonyme.
- De temps à autre, collection Rayon fantastique, Gallimard, 1962, Traduction de A. Yeurre.
- Dans le torrent des siècles, J'ai Lu, plusieurs rééditions de 1973 à 2000, traduction de Georges H. Gallet.
- In Les Mines du temps, Omnibus, 2004   (ISBN 2-258-06404-X).